# Monnina salicifolia

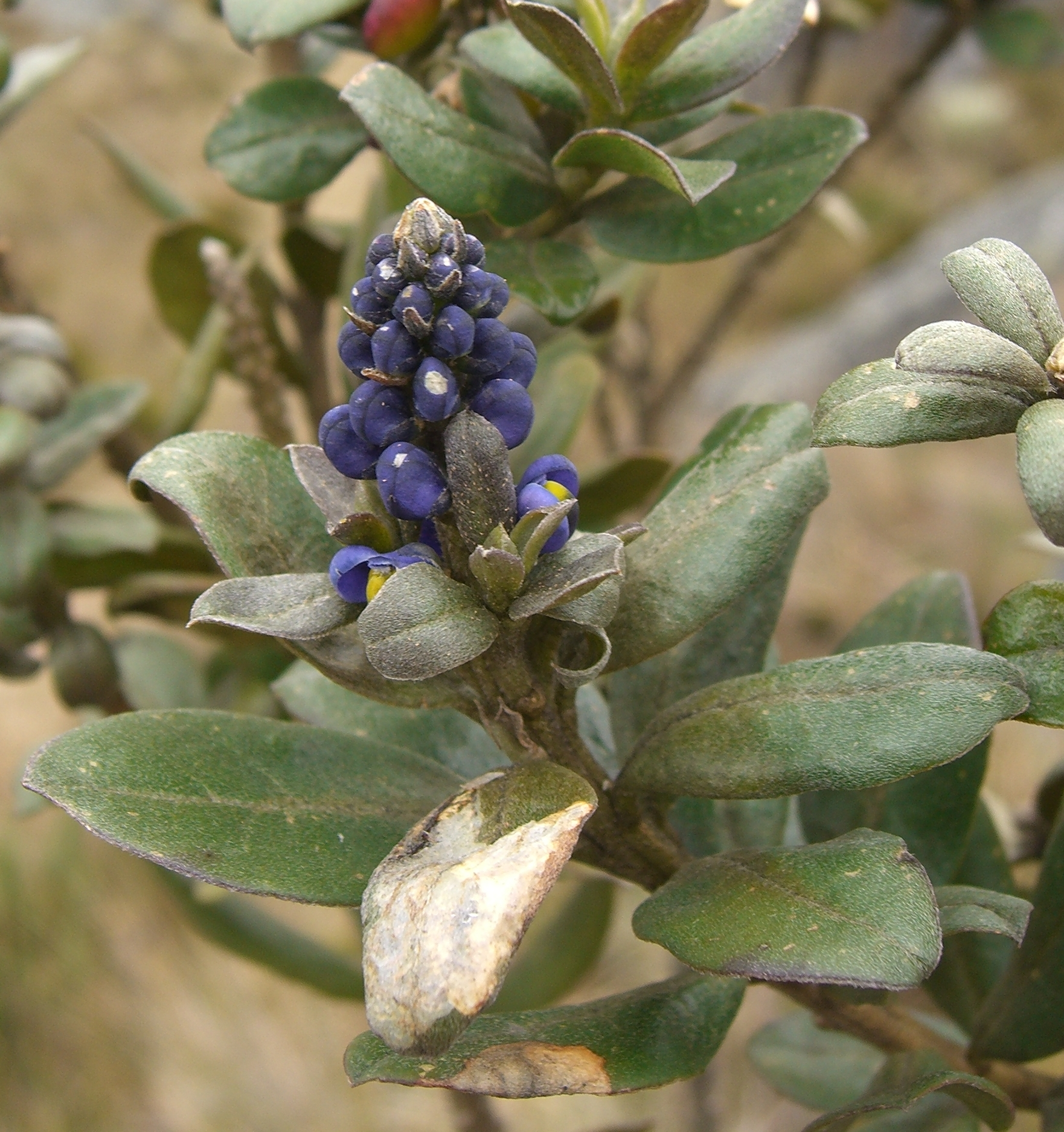
Blütenstand und Blätter

Monnina salicifolia ist eine Strauchart aus der Familie der Kreuzblumengewächse (Polygalaceae), die in den südamerikanischen Anden vorkommt.

## Beschreibung

### Vegetative Merkmale
Monnina salicifolia ist ein 0,5–2,5 m hoher Strauch. Die schraubig beblätterten, 1–5 mm dicken Zweige sind knotig, längs gerieft, in der Jugend flaumhaarig und verkahlen später. Der oberseits rinnige, gegliederte, flaumhaarige Blattstiel ist 1–2,5 mm lang. Die einfache und ungeteilte, meist elliptische, seltener lanzettliche Blattspreite ist 1,2–7 cm lang und 0,7–2,5 cm breit, zur Basis hin verschmälert und vorne stumpf oder seltener spitz. Sie ist zuerst fein flaumhaarig und verkahlt im Alter. Der ganzrandige Spreitenrand ist leicht nach unten umgebogen. Außer der unterseits etwas vorspringenden Mittelrippe besitzen die Blätter vier bis fünf Paare von Seitennerven.

### Generative Merkmale
Die Blütenstände sind spitze, konische Trauben, die auf einem 5–12 mm langen Stiel einzeln an den Enden der Zweige stehen. Sie sind 1–8 cm lang und 0,9–1,2 cm breit; ihre Achse ist längs gerieft und flaumig behaart. Die dreieckigen, spitzen oder zugespitzten, am Rand gewimperten, einnervigen Tragblätter der Blüten sind 1,4–3 mm lang und 1,4–1,8 mm breit. Sie fallen früh ab. Die Blütenstiele sind 1–1,4 mm lang. Die Blütenstiele und die Unterseiten der Tragblätter sind fein flaumhaarig.
Die indigoblauen zygomorphen, zwittrigen Blüten sind 4,5–6,5 mm lang. Die Blütenhülle besteht aus fünf Kelchblättern und drei Kronblättern. Die drei nicht miteinander verwachsenen äußeren Kelchblätter sind eiförmig-dreieckig, vorne stumpf, am Rand bewimpert und an der Außenseite mehr oder weniger flaumig behaart. Die beiden unteren sind dreinervig, 1,4–2,2 mm lang und 1,6–2 mm breit. Das 2,2–3 mm lange und 1,8–2,4 mm breite obere Kelchblatt ist fünfnervig. Die indigoblauen, 5,6–6,8 mm langen und 4,8–6 mm breiten „Flügel“, das heißt, die beiden vergrößerten inneren Kelchblätter, sind verkehrteiförmig, drei- bis viernervig und an der Basis stumpf. Sie sind an der Außenseite schwach flaumhaarig und an der Innenseite verkahlend, weisen aber am Grund manchmal einige Haare auf. Das untere Kronblatt bildet das gelb gefärbte, ungefähr 5–7 mm lange, 3–4 mm breite, drei- bis viernervige, an der Basis stumpfe, fast kugelförmig zusammengefaltete „Schiffchen“. Dieses ist vorne dreilappig, mit stumpfem bis ausgerandetem Mittellappen, und an der Innenseite flaumhaarig, verkahlt aber manchmal. Die beiden oberen Kronblätter sind mehr oder weniger verlängert, spatelförmig und flaumig behaart. Die 3,8–4 mm langen, kahlen Staubfäden der acht Staubblätter sind im Großteil ihrer Länge miteinander zu einer oberseits offenen Scheide verwachsen, mit 0,8–1,4 mm langen freien Abschnitten. Die Staubbeutel öffnen sich mit annähernd endständigen Poren. Der oberständige, einfächerige, kahle Fruchtknoten ist eiförmig, 1,6–2,8 mm lang und 1–1,6 mm breit. Er enthält eine einzelne hängende Samenanlage. Der 2,8–3,5 mm lange, zylindrische, knieförmig gekrümmte Griffel ist kahl oder seltener – bei var. pilostylis – behaart. Die zweilappige Narbe besteht aus einem spitzen unteren Lappen und einem oberen, der einen einzelnen papillösen Höcker trägt.
Die einsamigen Steinfrüchte haben nur eine dünne fleischige äußere Fruchtwand. Die ellipsoidalen Früchte sind 4,8–6 mm lang, 2,5–3,5 mm breit und haben eine kahle, netzige Oberfläche. In reifem Zustand sind sie tief purpurn bis fast schwarz gefärbt.
Die Art kann das ganze Jahr über blühen und fruchten.

## Verbreitung und Lebensraum
Nach der schwedischen Botanikerin Bente Eriksen kommt Monnina salicifolia nur in einem kleinen Gebiet entlang der östlichen Kordillere im zentralen Peru vor. Die Art wird daher in ihrer Bearbeitung der Gattung Monnina für die Flora of Ecuador nicht behandelt. Ein Vorkommen der Art in Bolivien wird aber offenbar auch noch heute akzeptiert. Im Süden von Peru und in Bolivien konzentrieren sich die Vorkommen auf den feuchteren nordöstlichen Rand des Gebirges. Die Art ist in Höhenlagen zwischen 1800 m und mehr als 4300 m zu finden. Vorkommen in tieferen Lagen sind selten.
Monnina salicifolia wächst in Buschwäldern an der oberen Waldgrenze, beispielsweise in solchen aus Arten der Gattung Polylepis, und in Gebüschen ober der Waldgrenze.

## Taxonomie
Die Art wurde im Jahr 1798 von den spanischen Botanikern Hipólito Ruiz López und José Antonio Pavón als eine von sechs Arten der in derselben Publikation neu geschaffenen Gattung Monnina beschrieben. Die Erstbeschreibung erwähnt Vorkommen in den peruanischen  Provinzen Huarochirí, Tarma und im Gebiet der „Panatahua“ (Huánuco). Die 1824 beschriebene Monnina crotalarioides DC. ist ein Synonym.
Monnina salicifolia wurde vom peruanischen Botaniker Ramón Alejandro Ferreyra relativ weit gefasst, beispielsweise unter Einschluss von Monnina cestrifolia (Bonpl.) Kunth, und käme demnach die Anden entlang im Norden bis nach Kolumbien vor. Dagegen sieht Eriksen die Art als Teil einer komplexen Gruppe von verwechslungsträchtigen Arten. Nach dieser Auffassung kommt die echte Monnina salicifolia nur im zentralen Peru vor.
Aus Peru ist mit var. pilostylis Ferreyra eine Varietät beschrieben worden, die sich von typischen Pflanzen durch einen deutlich behaarten Griffel unterscheidet.

## Etymologie
Das Artepitheton salicifolia setzt sich aus Salix (Weide) und lat. -folia (-blättrig) zusammen. Es bedeutet also weidenblättrig und bezieht sich somit auf die Form der Blattspreite. In der Erstbeschreibung werden der Art lanzettliche Blätter (foliis lanceolatis) zugeschrieben, eine Spreitenform, die bei zahlreichen Weidenarten vorkommt.

## Nutzung
Ruiz und Pavón (1798) berichten, dass bei den indigenen Bewohnern Perus die Frauen häufig ihre Haare mit einem kalten Aufguss dieser Pflanze waschen, weil ihr eine reinigende und die Haare stärkende Wirkung zugewiesen werde.